# The Fabulous Four
The Fabulous Four è un film del 2024 diretto da Jocelyn Moorhouse.

## Trama
Marilyn invita le sue vecchie amiche Lou, Alice e Kitty in Florida, dove scoprono che saranno le damigelle d'onore al suo matrimonio a sorpresa.

## Produzione
Nel maggio 2022 è stato annunciato che Susan Sarandon, Bette Midler e Megan Mullally avrebbero recitato in un film diretto da Jocelyn Moorhouse. Nell'ottobre dello stesso anno Sissy Spacek si è unita al cast, per poi essere sostituita da Sheryl Lee Ralph nell'ottobre 2023.
Le riprese sono iniziate a Savannah nel settembre 2023.

## Promozione
Il primo trailer del film è stato diffuso il 17 giugno 2024.

## Distribuzione
Il film è stato distribuito nelle sale statunitensi il 26 luglio 2024, per poi essere reso disponibile sulle piattaforme video on demand il 13 agosto seguente.

## Accoglienza

### Incassi
Il film ha incassato poco più di 3,5 milioni di dollari.

### Critica
The Fabulous Four è stato accolto tiepidamente dalla critica, che ha lodato la chimica tra le protagoniste, ma stroncato la sceneggiatura. L'aggregatore di recensioni Rotten Tomatoes riporta un indice di gradimento del 25%, con un punteggio medio di 3.9 su 10 sulla base di 51 recensioni; su Metacritic il voto medio ponderato di 15 critici è 44/100.